# تون فاطمة
تون فاطمة بطلة شعبية تاريخية، وابنة تون مطهر بندهارا سلطنة ملقا، عاشت خلال القرن السادس عشر. وزوجة السلطان محمود شاه سلطان ملقا. وهي حفيدة تون علي.

## زواجها من السلطان
تزوجت تون فاطمة من ابن عمها تون علي، لكن السلطان محمود شاه سلطان ملقا نصب عينيه عليها لتصبح زوجته. يقال إن السلطان كان منزعجًا من أن تون مطهر أبقى على حقيقة أن لديه ابنة جميلة بعيدًا عن السلطان وزوّجها لشخص آخر. رفضت تون فاطمة الطلاق من زوجها عندما حثتها حاشية السلطان على ذلك، لكن في النهاية قرر السلطان إعدام جميع أقاربها الذكور من عائلتها، بما في ذلك والدها تون مطهر وزوجها الأول تون علي بتهمة محاولة الاستيلاء على العرش.
امتثلت تون فاطمة أخيرًا لرغبات السلطان، وأصبحت زوجته الخامسة. قيل أن تون فاطمة خلال فترة رفقتها الملكية لم تبتسم أبدًا، وأُجهضت ثلاث مرات. بدأت في الإنجاب فقط عندما ضمن السلطان أن ابنها سيخلفه في حكم ملقا. أنجبت فاطمة في النهاية أميران وأميرتان.

## سلطانة ملقا
بصفتها زوجة السلطان، حرصت تون فاطمة على إعدام من سبوا والدها وعائلتها، وكانت تقود شعبها كسلطانة ذات سيادة تتمتع بشخصية كاريزمية. حتى أنه كان يقال أن البرتغاليين كانوا أكثر خوفًا من السلطان فاطمة من زوجها السلطان. وكان من المعروف أنها تقوم بمساعدة الجيش في قتالهم ضد الغزاة البرتغاليين.

## بعد سقوط ملقا
بعد سقوط ملقا على يد البرتغالين عام 1511، واصل الابن الأكبر لفاطمة مظفر شاه الأول تأسيس سلطنة فيرق، بينما أصبح ابنها الثاني علاء الدين ريات ثاني حاكم لسلطنة جوهر لمدة 36 عامًا. أنشأت تون فاطمة تحالفًا مع الممالك المجاورة من خلال السماح لأطفالها بالزواج من العائلات الملكية في آتشيه ومينانغكابو وبورنيو. لا أحد يعرف كم من الوقت عاشت، وكذلك متى وأين ماتت. لكن لها عدة أضرحة منها، شاهد قبر يقع في كامبار، وآخر في رياو في إندونيسيا.

## في الثقافة الشعبية
- في عام 1962، أنتجت منظمة كاثي فيلمًا كلاسيكيًا بعنوان «تون فاطمة».
- في 2004، عُرضت مسرحية «تون فاطمة» من كتابة فاشة ساندها في كوالالمبور.
- في عام 2005 عرض مسرحية «لاجيندا تون فاطمة» التي صممها سوم سعيد في مسرح فيكتوريا وقاعة الحفلات الموسيقية بسنغافورة.
- في مهرجان الملايو للفنون 7-16 سبتمبر 2012، عرض عرضًا مسرحيًا عن «تون فاطمة»، وبيعت جميع التذاكر بحلول 6 سبتمبر.